# Eucera spatulata
Eucera spatulata är en biart som beskrevs av Giovanni Gribodo 1893.
Eucera spatulata ingår i släktet långhornsbin, och familjen långtungebin. Inga underarter finns listade i Catalogue of Life.